# 28781 Timothylohr
28781 Timothylohr este un asteroid din centura principală de asteroizi.

## Descriere
28781 Timothylohr este un asteroid din centura principală de asteroizi. A fost descoperit pe 29 aprilie 2000 la Socorro, New Mexico, în cadrul proiectului LINEAR. Asteroidul prezintă o orbită caracterizată de o semiaxă mare de 3,01 ua, o excentricitate de 0,10 și o înclinație de 1,4° în raport cu ecliptica.